# (85640) 1998 OX4
(85640) 1998 OX4 est un astéroïde Apollon et aréocroiseur, classé comme potentiellement dangereux. Il fut découvert par Spacewatch à l'observatoire de Kitt Peak le 26 juillet 1998.
Il passera à 296 000 km (0,77 distance lunaire) de la Terre le 22 janvier 2148.